# 2023年紐西蘭大選
2023年紐西蘭大選（英語：2023 New Zealand general election），即第54屆紐西蘭國會選舉於該年10月14日舉行。本屆選舉為紐西蘭自1996年採用混合議員比例代表制（聯立單一選區兩票制）以來的第9次選舉。
中右翼的國家黨在本次大選擊敗工黨贏取政權，將和右翼行動黨和優先黨組成政府。
在2020年大选中，总理杰辛达·阿德恩领导的中左翼工党赢得众议院绝对多数席位，这是紐西蘭混合成員比例（MMP）领导下的一个政党首次能够在不需要另一党支持的情况下组建政府。尽管如此，工党还是与左翼绿党达成了合作协议。工党政府的主要反对者是克里斯托弗·盧克森领导的中右翼国家党，以及右翼新西兰行动党和左翼毛利党。

## 背景
2020年10月17日举行的上一次大选，工党获得多数席位，赢得65个席位，使其能够在第53届國會中不受限制地继续领导第六届工党政府。他们来自第52届议会的联盟伙伴新西蘭優先黨没有获得足够的票数来通过5%的门槛或赢得选举，因此将他们从议会中除名。提供信任供给的绿党获得10个席位，增加了两个，成为第一个在政府任期结束后增加选票份额的小党。反对党方面，国家党失去23个席位，总数达到33个，行动党则从1个席位增至10个。 毛利党赢得了一个席位，并获得了一个额外的名单席位，在缺席一届议会后重返议会。 
在2022年12月10日举行的补选中，国家党从工党手中获得一个席位。 